# Чобей Степан Михайлович
Чобей Степан Михайлович (нар. 13 травня 1966, Ужгород) — український науковець-медик, доктор медичних наук, професор кафедри хірургічних хвороб медичного факультету УжНУ, член Асоціації хірургів, колопроктологів, судинних хірургів та ангіологів України, а також хірургів-гепатологів країн СНГ, віцепрезидент асоціації колопроктологів України (2016 р.). Заслужений лікар України (2016 р.).Президент асоціації хірургів Закарпаття (2023 р.).

## Життєпис
З 1986 року — студент медичного факультету УжДУ, який закінчив з відзнакою за спеціальністю «Лікувальна справа» у 1992 році. Під час навчання працював санітаром у гематологічному відділенні обласної клінічної лікарні, згодом — медбратом хірургічного відділення обласного клінічного онкологічного диспансеру. Із шостого курсу почав працювати з хірургом В. І. Русином. Після навчання в УжДУ, на пропозицію наставника В. І. Русина, вступає в аспірантуру на спеціальність «Хірургія». З 1995 року — асистент кафедри госпітальної хірургії, водночас працює в хірургічному відділенні № 1, судинному відділенні та хірургічному відділенні № 2 ЗОКЛ ім. Андрія Новака. Лікар Вищої фахової категорії із спеціальностей «хірургія», «колопроктологія», «онкохірургія», який надає впродовж більше 20 років ургентну медичну допомогу в бригаді санітарної авіації в лікувальних закладах Закарпаття. Являється експертом консультантом Закарпатського обласного бюро судово-медичної експертизи.
1998 р. захистив кандидатську дисертацію: «Діагностика та лікування облітеруючого ендартеріїту», в 1999 р. — переведений на посаду доцента кафедри госпітальної хірургії УжДУ.
У 2010 р. успішно захистив докторську: «Комбіноване лікування хворих із товстокишковою непрохідністю пухлинного генезу» у Львівському НМУ ім. Данила Галицького, після чого був відзначений ступенем доктора медичних наук і переведений на посаду професора кафедри хірургічних хвороб. Професор С. М. Чобей активно працює у галузі хірургічної науки та практичної медицини. За період своєї праці проводить активну лікувальну роботу: ним виконано понад 3500 складних оперативних втручань, проконсультовано понад 50000 пацієнтів. З 2001 р. по теперішній час виконує обов'язки обласного позаштатного колопроктолога департаменту охорони здоров'я. З 2001 по 2005 рік виконував обов'язки завідувача хірургічного відділення № 2 ЗОКЛ ім. А. Новака. Після захисту докторської продовжує працювати куратором цього відділення. Володіє всіма найновішими методами діагностики та оперативного лікування в хірургічній практиці. Нині ж проф. Чобей С. М. проводить біля 200 операцій в рік.
Сферою його наукових інтересів є судинна хірургія, абдомінальна хірургія, колопроктологія, герніологія, гнійно-септична хірургія. В його науковому доробку понад 113 наукових робіт, серед яких 13 монографій, 17 навчально-методичних розробок, один навчальний посібник. Дві монографії присвячені проблемам судинної хірургії, які використовуються у навчально-педагогічному процесі та мають значне практичне значення для лікувального процесу відділення хірургії судин ЗОКЛ ім. А. Новака. Результатом наукових розробок стало отримання 13 деклараційних патентів України на винаходи. Член редколегії збірника наукових праць «Науковий вісник Ужгородського університету», серія «Медицина» з 2007 року. У 2005 році С. М. Чобей став зовнішнім дійсним членом Угорської академії наук. За сприяння розвитку винахідництва і раціоналізації в Україні у 2008 році отримав грамоту Державного департаменту інтелектуальної власності. У 2010 році за багаторічну самовіддану працю в системі охорони здоров'я отримав відзнаку охорони здоров'я Демократичної спілки угорців України імені Бертолона Лінера. В 2016 році за значний особистий внесок у розвиток вітчизняної системи охорони здоров'я, надання кваліфікованої медичної допомоги та високу професійну майстерність Указом Президента України надано почесне звання «Заслужений лікар України». Від 19.11.2021 року отримав Національне визнання ‘’Науковець року’’. За особливий внесок в розвиток української хірургії, наукові і професійні досягнення та багаторічну лікарську працю нагороджений пам'ятною відзнакою імені академіка Олександра Олексійовича Шалімова.
Професор Чобей Степан є постійним членом оргкомітету міжнародних науково-практичних конференцій у м. Ужгород (проведено десять), веде активну громадську діяльність та бере участь у міжнародному співробітництві з Дебреценським медичним центром та Мішкольським медичним університетом (Угорщина).